# 원세훈 (1951년)
원세훈(元世勳, 1951년 1월 31일 ~ )은 대한민국의 공무원으로 이명박 정부에서 행정안전부 장관과 국가정보원장을 지냈다.
1973년 서울대학교 법과대학 재학 중 제14회 행정고시에 합격하였다. 서울특별시에서 공무원으로 근무하며 서대문구 부구청장, 강남구청장, 양천구 부구청장, 서울시 공무원교육원장, 서울시의회 의회사무처장 등을 거쳐 이명박이 서울특별시장으로 있을 때 서울시 행정제1부시장으로 발탁되었다. 이명박 정부에서  2008년 행정안전부 장관으로 임명되었으며, 2009년 제30대 국가정보원장이 되었다.
그러나 국가정보원장 재직 중 뇌물수수와 여론조작 지시·지휘 등의 범죄 혐의로 인하여 2013년 불구속 기소되었고, 이 범죄 혐의들에 대해 각각 1년 2개월과 4년의 실형을 확정받아 복역중이다. 이 외에도 2018년 7월 기준 7건의 형사재판이 1심 진행 중에 있으며, 1건의 민사재판 또한 진행 중에 있다.

## 생애

### 생애 초반
원세훈은 1951년 1월 31일 경상북도 영주군 풍기읍 성내동 53번지 출신으로 원적지는 경기도 개성시 사직동 477번지로 되어 있다. 할아버지 원제순(元濟淳)이 경기도 개성군 출신 월남민으로 경상북도 영덕군으로 내려왔다가 다시 선대의 고향인 영주군 풍기읍에 정착했으며, 아버지의 대에 다시 서울특별시 영등포구로 이주하였다. 그의 아버지는 1961년 무렵 캐나다로 이민을 갔다가 다시 되돌아오기도 했다.
원세훈의 할아버지 원제순은 의사이자 재력가로 1920년대 일본에 유학, 도쿄의학전문학교를 졸업하고 귀국 후에는 다시 세브란스의학전문학교를 다녔으며 황해도 재령에 산부인과와 소아과병원을 개설했고 개성에 고령의원(高靈醫院)을 개설하여 운영하였다. 1933년 10월부터는 경상북도 고령과 1934년에는 경상남도 밀양에도 병원을 개설하여 운영하였다. 할아버지 원제순은 산부인과와 소아과를 전문으로 봤고, 1937년 영주군에 정착한 이래 1950년대 이후에는 풍기읍내 풍기사거리에서 풍기중앙병원을 운영하였다. 원세훈의 종조부 원제신(元濟莘) 역시 의사였으며 치과의사이자 군정기 때 미군정청의 공무원이었다. 원제신은 일제 강점기 당시 경성전문대학 치의학과를 졸업하고 치과의사 면허를 받았으며, 치과의사로 활동하다가 1945년 일본 패망 이후 미군정청 보건후생부 치의무국장(齒醫務局長), 보건후생부 방역대장, 치과의사 면허심사위원회 위원 겸 상임서기 등을 역임했다.
그의 아버지 대에 다시 서울로 이사하여 서울에서 어린 시절을 보냈다. 그는 1967년 서울 중앙중학교, 1970년 2월 서울고등학교(22회)를 거쳐 그해 3월 서울대학교 법과대학 행정학과에 진학했다. 1971년 초 징병검사가 나왔지만 재학생이라는 이유로 연기했고 71년 11월의 신검에서 을종 처분을 받고 후에 보충역이 되었다.

### 공무원 생활
1973년 서울대학교 법과대학 재학 중 공무원 시험에 합격하고, 서울대학교 법대 3학년 재학 중인 1973년 10월 26일 다시 제14회 행정고시에 합격하여 1974년 1월 수습사무관으로 서울특별시청으로 발령받았다. 이후 서울대 법대 행정학과 야간반으로 전과하여 낮에는 서울특별시청에서 주로 근무하였다. 1974년 2월 서울대학교 법과대학 행정학과를 졸업하였다. 같은 해 사무관으로 재직하던 중 휴직하고 보충역에 편입되어, 1976년 5월 12일 보충역에서 소집해제되었다. 시청 재직 중 한양대학교 대학원 도시행정학과에 진학하여 도시행정학 석사 학위를 받았다.

#### 파견근무 및 강원도청 근무
1974년 1월 서울특별시청 수습사무관이 되고 한달만인 1974년 2월 지방행정사무관에 보임, 그해 4월까지 총무처로 파견되었다. 보충역으로 복무 중 그는 1974년 4월 부산직할시에 수습파견발령을 받고 그해 10월까지 부산시청에서 파견근무를 하였다.
1974년 10월부터 1975년 5월에는 강원도청 내무국 서무과로 발령되었다. 1975년 5월 강원도 상공운수국 관광과 관광사업계장, 1975년 9월 강원도 보건사회국 보건과 보건계장, 1976년 5월 강원도 기획관리실 기획담당관실 평가계장을 역임했다. 강원도청에 근무할 때 부인 이병채와 결혼하였다. 1977년 12월 서울특별시 지하철본부로 발령되어 1978년 1월까지 대기발령되었다. 1978년 1월 서울특별시 지하철본부 경리과 경리계장이 되었다.

#### 서울특별시 서대문구청 근무
그뒤 연수 등을 거쳐 국무총리행정조정실 지방행정담당관이 되었다가 다시 서울시로 돌아와 1979년 10월 서울특별시 서대문구청 총무국 재무과장이 되었다가 일주일 만인 1979년 10월 6일 서대문구 부구청장으로 발령받았다. 서대문구 재직 중 그는 그해 8월 1일 우수공무원으로 선발되어 대통령 표창을 받았다. 1980년 7월부터 11월까지는 서울특별시 서대문구 시민봉사과장, 1980년 12월 2일 시청 기획관리실 기획담당관실 심사분석계장을 역임했다.

#### 서울특별시청 근무
1981년 11월 14일 서울특별시청 내무국 인사과 고과담당계장, 1983년 6월 7일 서울특별시 내무국 인사과 보임계장, 1985년 성동구청 도시과장, 그해 3월 4일 겸임 성동구청 도시정비국장 직무대리를 거쳐 1985년 6월 지방행정서기관으로 승진, 성동구청 도시정비국장이 되었다. 1986년 10월 19일 서울시청 기획관리실 법무담당관, 10월 29일 법무관리담당관, 1988년 5월 14일 내무국장, 1989년 12월 2일 서울특별시청 감사관실 감사제2담당관, 1990년 5월 12일 서울시청 주택국 주택기획과장, 1992년 5월 1일 용산구청 총무과장 겸 총무국장 직무대리, 5월 말 용산구청 총무국장이 되었다.
1993년 2월 18일 서울시청 주택기획과장, 3월 27일 서울특별시청 기획감사실 기획담당관, 11월 16일 서울시청 교통관리사업소장, 12월 31일 강남구부구청장으로 부임하였다. 그 뒤 서울특별시 강남구 부구청장이 되었다가 1994년 지방행정부이사관으로 승진, 1995년 서울시청 예결심사국장을 거쳐 그해 3월 18일 서울특별시 강남구 구청장이 부하직원 감독소홀로 직위해제되자 그가 강남구 구청장 직무대리로 부임하였다. 1995년 5월 강남구청장이 되었다. 1995년 8월 6일 대기발령되었다.
1995년 8월부터 2개월간 서울특별시 양천구 부구청장을 맡았다가 1995년 10월~1996년 서울특별시청 보건사회환경국장, 1996년 12월 5일 지방행정이사관으로 승진, 12월 31일부터 중앙공무원교육원에 파견근무 나갔다. 1998년 3월 31일 서울특별시 공무원교육원 원장, 1999년 1월 20일 뇌물 매수혐의로 김순직 서울시 행정관리국장이 파면되자 후임으로 행정관리국 국장에 임명되었다. 1999년 12월 21일 서울특별시의회 의회사무처장 직무대리, 2000년 지방행정관리관으로 승진, 서울특별시의회 의회사무처장이 되었으며, 2000년부터 2002년까지 서울대학교 경영대학원 최고경영자과정을 수료하였다. 2002년 서울특별시 상수도사업본부 본부장, 2002년 서울특별시 경영기획실장이 되었다. 
경영기획실장으로 자리를 옮긴 뒤 이사와 재정 등을 총괄하는 업무를 맡았다. 그해 다시 상수도사업본부 본부장을 역임했다가 그해 7월 7일 서울시청 기획예산실장이 되었다.

### 서울특별시 행정1부시장
2003년 서울특별시청 경영기획실장을 거쳐 그해 10월 30일 차관급인 서울특별시 행정제1부시장이 되고, 2005년에는 서울특별시 체육회 부회장을 겸임하였다. 행정1부시장 시절에는 이명박이 청계천 복원과 중앙버스전용차로 도입 등 중요 정책을 성공적으로 추진할 수 있도록 인사, 재정 등 서울시의 안살림을 꼼꼼하게 챙겨 이 당선인의 신임을 얻었다. 그는 이명박이 2002년 7월 서울시장에 취임한 직후 서울시 상수도사업본부장에서 경영기획실장에 발탁된 지 1년여만인 이듬해 11월 행정제1부시장으로 선임돼 2006년 6월 이명박의 시장 퇴임 때까지 임기 4년을 지근거리에서 보좌했다.
2006년 6월 서울산업대학교 대학원 명예정책학박사학위를 받았다.
2006년 퇴직 후에는 ICLEI(국제환경기구) 자치단체국제환경협의회 집행위원이 되었다. 2006년 9월 서울시체육회 부회장직을 사퇴하고 동시에 미국으로 건너가 2007년 8월까지 미국 스탠퍼드 대학교 아시아태평양연구소 초빙연구원으로 재직했다. 그는 이명박의 서울시장 재직시 인연으로 2007년 초부터는 이명박 예비후보 상근특보로 발탁되었고,, 이명박 대통령 예비후보 정책분야 상근특보가 되었다. 이명박 후보자가 결정되자 이명박 대통령후보 특보가 되었다. 곧 그는 이명박 대선후보 캠프의 정책분야 상근특보로 활동하였다. 이명박이 대통령에 당선되자 클린정치위원회 서울시팀장을 맡아 서울시 지역을 담당하였다.

### 행정안전부 장관
2008년 2월 행정안전부 장관으로 임명되었다. 그가 행정안전부 장관으로 발탁될 당시 중앙인사위원회와 국가비상기획위원회 업무가 모두 행정안전부로 통합되었다.

### 국가정보원장
2009년 1월 개각 후 그해 2월 국가정보원장으로 발탁되었다. 1998년 이후 안전기획부가 국정원으로 개칭한 이후 지방공무원 행정관료 출신이 국정원장에 발탁된 경우는 그가 처음이었다. 2009년 2월 그가 국가정보원장으로 발탁되자 당시 야당에서는 정실인사 혹은 그의 전문성에 의혹을 제기하기도 했다. 그의 국가정보원장 부임을 놓고 국정원 내부에서도 일부는 불만을 제기했다. 국정원에서 원세훈 원장은 한때 '원주사'로 통했다. 국가정보원 내부인사 출신이 아니라는 뜻에서 국가정보원의 일부 직원들은 그의 뒤에서 그를 '원주사', '원따로'라고 비꼬았다. "안보나 정보업무와 동떨어진 행정관료출신이 국가정보기관을 제대로 운영할 수 있겠느냐?"라는 지적이 나왔다. 이런 비판에 원세훈 전 원장은 '조직장악'으로 응수했다. 그는 2010년 9월 국정원 조직개편을 단행하면서 이명박의 형 이상득의 라인인 김주성 기조실장을 내보내고 지휘부를 서울시청 인맥인 'S라인'으로 재구성했다. 이명박 서울시장 시절 비서실장을 지낸 목영만 행정안전부 차관보를 기조실장으로 기용한 것이다. 또 육사 출신으로 이명박 정부 들어 대통령실에서 2년여 동안 근무한 김남수 국가위기상황팀장을 3차장으로 승진 발탁하면서 기능을 재편했다. 원세훈은 자신에게 반대하는 직원 혹은 자신의 정책을 따르지 않는 직원을 색출하여 지방의 출장소로 내보내거나, 해임, 사퇴시키는 것으로 대응하였다. 당시 재직했던 한 국정원 간부의 진술에 의하면 "이명박 서울시장 시절 서울시 조정관을 했던 L씨가 이명박 정부 출범 직후 청와대에 갔다가 원세훈 원장이 부임하면서 다시 원에 들어왔다. 그가 원장을 보좌하면서 국정원 인사를 주물렀다. 4~5급이 이렇게 국정원 인사를 주물러서야 되겠나? 인사라는 게 항상 뒷말을 남기게 마련인데 특정인사에 의해 인사가 좌지우지되면 직원들의 불만이 커질 수밖에 없다." 한다.
4급, 5급 공무원 인사 외에도 그는 하위직 공무원 인사에도 직접 관여하거나 결재하였다. 원세훈 전 원장은 조직장악을 위해 6급인사까지 챙겼다. 앞서 언급한 현직 간부는 "원세훈 원장은 6급 인사카드까지 다 가져오라고 해서 그것을 다 외워서 인사를 챙겼다"며 "그는 이러한 과정을 통해서 국정원 조직을 완벽하게 장악했다"고 평가했다. 이를 두고 일각에서는 "'원 주사'다운 조직관리"라고 꼬집었다. 그는 인사관리와 함께 '정보관리'에서도 아주 치밀했다는 평가가 나온다. 현장에서 올라 온 요원들의 첩보보고서는 정보분석관들에 의해 '정보보고서'로 작성되고, 이렇게 올라 온 정보보고서는 요약본 형태로 국정원장에게 보고된다. 하지만 원세훈 전 원장은 달랐다. 다시 현직 간부의 증언이다.
| “ | 원세훈 원장은 서울시에서 행정부시장을 해봤지 않나? 그래서인지 엄청 꼼꼼하다. 요원들이 첩보보고를 올리면 정보분석관들이 이를 분석해 정보보고서를 작성한다. 그런데 원세훈 원장은 정보비서관이 올리는 (정보보고서) 요약본 말고 첩보보고서를 가져오라고 하더라. 그게 하루에 수천장인데 그것을 다 읽고 기억했다. | ” |

그는 "수 천장의 첩보보고서까지 챙겨서 읽었다."고 한다.

### 퇴직 이후
2013년 2월 이명박이 퇴진한 후, 그는 경질이 예상되었으나 국가정보원장 후임자 인선이 늦어져 계속 근무하였다. 그러나 2013년 2월부터 댓글조작 의혹이 나타나자 3월 21일 사직서를 제출하고 전격 퇴직하였다. 그러나 국정원장 재직 당시 근무하던 직원들을 통해 2012년 대통령 선거 당시 여론조작을 지시한 것이 폭로되어 논란이 되다가 재판정에 섰고, 2013년 12월 전격 구속되었다. 이후 구속 수감 상태에서 재판을 받았다.

## 범죄전력

### 불법 정치관여 및 선거개입 지시
2013년 6월 14일 서울중앙지방검찰청 특별수사팀(팀장 윤석열 여주지청장)은 원세훈을 공직선거법위반 및 국가정보원법위반 혐의로 불구속 기소하였다.
원세훈은 국가정보원의 내부 인트라넷에 직원들에게 정부 홍보와, 여론에 영향을 미칠 수 있는 행위를 지시하였다. 2013년 2월을 전후하여 국가정보원에서 17대 대선 당시 댓글 알바 혹은 직원을 통한 여론 조작을 했다는 의혹이 포털사이트를 통해 나타났다가 사라졌다. 그러나 그해 3월 전직 국정원 직원의 폭로로 의혹이 신빙성이 있는 것으로 확인되었다. 그는 또 원 전 원장이 개입했다고 밝혔다. 원세훈은 이 지시 사실이 밝혀진 이후 사직서를 제출, 2013년 3월 21일 비공개로 퇴임식을 하고 퇴임하였다.
논란은 그가 퇴직한 뒤에도 계속되었다. 그의 지시 내용중에는 다른 단체나 사람에 대한 비방적인 내용이 여럿 포함되어 고소를 당했고, 정치적인 내용에 대해서도 고발을 당했다. 3월 24일에 인천국제공항에서 미국으로 가는 항공편을 예약했다는 사실이 공개됐다. 이후 정부에서 출국 금지 조치를 취하고, 공항에 나올 경우 출국을 저지하러 시민단체등이 시위를 벌였다. 원세훈은 3월 24일 인천국제공항에 나타나지 않았다. 한편 원세훈은 개인비리 혐의가 드러나 여론 조작 지시와 별도로 내사를 받았다. 현재 원세훈이 대통령 선거 후보자를 비방하도록 지시한 사실에 대한 논란이 있다.
2014년 7월 14일에는 검찰이 징역 4년과 자격정지 4년이 구형됐다. 그러나 9월 11일 서울지법 21재판부는 그의 국가정보원법 위반 혐의만 유죄로 인정하고 나머지는 무죄로 판결, 징역 2년6월에 집행유예 4년, 자격정지 3년을 선고했다. 재판부는 원 전 원장의 국정원법 위반을 인정하였으나, 공직선거법위반 혐의에 대해서는 무죄를 선고하였다. 서울고등법원 형사6부는 2015년 2월 9일 항소심 선고 공판에서 공직선거법 위반 혐의도 유죄로 인정하여 징역 3년, 자격정지 3년을 선고하고 법정구속하였다. 대법원 전원합의체는 2015년 7월 16일 원심이 증거능력에 대한 법리를 오해하고 사실관계를 잘못 판단한 오류가 있다며 유무죄 판단 없이 사건을 파기환송하였다. 2017년 8월 30일 항소심에서 국가정보원법 위반과 공직선거법 위반 혐의가 인정되어 징역 4년형이 선고되었다. 그리고 2018년 4월 19일, 대법원 전원합의체는 국정원법 위반 및 공직선거법 위반 혐의를 인정하여 징역 4년형을 확정했다. 다만 11명의 대법관 중 김창석·조희대 대법관은 원 전 원장의 국정원법 위반(정치개입)은 인정하면서도 공직선거법 위반 혐의는 무죄라는 반대의견을 냈다.

### 금품 수수
원세훈이 건설업자에게 순금등 뇌물을 받은 혐의가 서울중앙지검의 수사에서 포착되었다. 한편 뇌물을 받은 혐의에 대해 이명박 정부 시절 청와대가 이 사실을 확인하고도 조치를 취하지 않고 묵살한 사실이 밝혀졌다. 원세훈이 한 건설업체의 회장으로부터 골프 접대를 받았는데 그 업체의 회장이 접대를 위해 구매한 회원권은 7억원에 달했다. 원세훈은 골프를 치기 위해 국정원의 업무 보고에 불참하기도 했다. 그리고 수도권 전철 서해선 건설 사업자 선정과정에서 대우건설 컨소시엄이 포스코건설 컨소시엄을 근소하게 제쳤는데 대우건설이 0점을 받아야 할 항목에서 점수를 받는등의 문제가 있었다. 이 과정에서 비리 의혹이 있었는데 원세훈이 관여했다는 제보가 나왔다. 또 홈플러스가 인천 무의도 산림청 국유지에 연수원을 지으려 한 과정에서 산림청은 처음에는 반대하다가 용인시의 토지와 교환하는 안을 수용했는데 이 과정에서 외압 혐의에 대해 수사를 받고 있다.
원세훈이 억대의 현금을 받은 사실이 포착되었다. 이에 따라 대선개입 혐의로는 신청하지 못했던 구속영장이 청구되었고 2013년 7월 10일 구속영장이 발부되어 같은 날 저녁 구속 수감되었다. 그리고 2013년 12월 27일, 징역 3년이 구형됐다.
2014년 1월 22일에는 징역 2년과 추징금 1억6천272만원이 선고됐다.
2014년 7월 22일 서울고등법원은 특정범죄가중처벌등에관한법률위반(알선수재) 죄명으로 원세훈에게 징역 1년 2월을 선고하였다. 2016년 9월 28일 그 판결이 확정되었다.
만기 출소했다.

### 목적 외 예산 사용으로 국고손실·횡령 및 위증 등
원세훈은 2009년 2월 12일부터 2013년 3월 21일까지 국가정보원장으로 재임하면서 국가정보원의 예산 관리 및 집행 업무를 포함하여 국가정보원의 모든 업무를 총괄하고 소속 직원을 지휘ㆍ감독하였다.

#### 외곽팀 운영 관련 국고손실·횡령 및 위증
원세훈은 국가정보원 3차장 산하 심리전단 소속 사이버팀만의 활동 이외에 전체적인 역량을 확대하기 위하여 심리전단 사이버팀과 연계하여 민간인들로 구성된 사이버 현안 대응 ‘외곽팀’을 활용하여 활동을 전개할 것을 지속적으로 지시하였고 심리전단 소속 방어팀과 연계된 우파단체 및 저명인사 등을 활용하여 신문광고 및 칼럼 게재, 각종 집회 개최 등 오프라인 활동을 전개할 것을 지속적으로 지시하였으며, 3차장과 3차장 산하 심리전단장인 A, B는 심리전단 사이버팀 직원들에게 이를 이행할 것을 순차 지시하였다.
원세훈은 3차장, 심리전단장 A, B와 함께 다른 국가정보원 직원들과 공모하여 국고에 손실을 입힐 것을 알면서 그 직무에 관하여, 국가정보원의 지휘계통을 거쳐 보고된 외곽팀의 사이버 활동 실적에 따라 국가정보원 예산 집행을 실시하여, 2010년 1월 13일 외곽팀 G팀장 C 씨에게 외곽팀의 사이버 활동에 대한 대가로 500만원의 활동비를 지급하는 등 국가정보원 심리전단 사이버팀과 연계된 외곽팀의 활동이 국가정보원법상 국가정보원의 직무 범위를 벗어난 위법한 활동임에도 2010년 1월 13일부터 2012년 12월 31일까지 예산을 지급함으로써 국가정보원 심리전단의 사이버 활동과 관련하여 국가정보원에 배정된 국가 예산을 목적 외로 사용하여 횡령하는 방법으로 국고에 손실을 입혔다.
원세훈은 국가정보원 3차장, 국가정보원 심리전단장 A, B와 공모하여 국가정보원 예산의 집행 내역에 관하여 국가정보원 외부에서 특별한 보고나 감사가 제대로 이루어지지 않는 것을 기화로, 오프라인 활동이 정치활동에 관여하는 행위 또는 선거운동이 금지된 공무원으로서 그 지위를 이용하여 선거운동을 하는 행위에 해당하는 등으로 국가정보원법상 국가정보원의 직무 범위를 벗어난 위법한 활동임에도 국가정보원에 배정된 국가 예산을 목적 외로 사용하여 심리전단 방어팀과 연계된 우파단체 개최 집회 지원비, 우파단체 명의 신문광고비 등 명목으로 지원하기로 국가정보원 수입징수관 겸 재무관인 기획조정실장, 현금출납 공무원인 심리전단 행정팀 예산ㆍ재정 담당 직원 등 국가정보원의 ‘회계관계직원’, 심리전단 방어팀 직원들과 순차로 공모하였다.
위와 같이 원세훈과 3차장, 심리전단장 A, B는 국가정보원 직원들과 공모하여 국가정보원의 지휘계통을 거쳐 보고된 우파단체의 오프라인 활동 실적에 따라 국가정보원 예산 집행을 실시하여, 2011년 4월 중순 경 우파단체 ‘♧♧♧♧♧’ 대표에게 ‘죽창과 횃불로 민란을 선동하는 이적세력’인 D 단체를 규탄하는 가두시위 및 1인 릴레이시위 개최 지원비 명목으로 1천 6백만원을 지급한 것을 비롯하여 국가정보원 심리전단 방어팀과 연계된 우파단체 집회 개최 및 우파단체 명의 신문광고 게재 등 오프라인 활동이 국가정보원법상 국가정보원의 직무 범위를 벗어난 위법한 활동임에도 2009년 11월 26일부터 2011년 11월 하순 경까지 우파단체 명의의 신문광고비 및 종북세력 규탄집회 개최 지원비 명목으로 국가정보원 예산을 지급함으로써 국가정보원 심리전단의 오프라인 활동과 관련하여 원세훈이 국가정보원장으로서 업무상 보관 중이던 대한민국 소유의 국가정보원 예산을 목적 외로 사용하여 횡령하였다.
2013년 9월 2일 오전 10시 원세훈은 서울특별시 서초구 서초중앙로 157에 있는 서울중앙지방법원 제502호 법정에 자신에 대한 국가정보원법위반 및 공직선거법위반 사건의 증인으로 출석하여 선서하였다.
원세훈은 국가정보원 3차장 산하 심리전단 외곽팀 팀장 및 외곽팀원 등 외부조력자들이 심리전단 사이버팀과 연계하여 다수의 아이디를 번갈아 사용하여 심리전단 사이버팀 소속 국가정보원 직원으로부터 하달받은 이슈와 논지 등 지침 및 지시에 따라 인터넷 사이트 토론글 게시 및 댓글 달기, 각종 인터넷 여론조사 찬반투표 실시, 트위터를 이용한 트윗ㆍ리트윗 활동 등의 제작ㆍ확산 등을 실행함으로써 당시 대통령, 정부 및 여당 또는 여권 정치인들을 지지ㆍ찬양하거나 야당 또는 야권 정치인들을 반대ㆍ비방하는 내용 또는 2012년 12월 19일 실시된 제18대 대통령선거 등 각종 선거와 관련하여 여당 및 여권 후보자를 지지하거나 야당 및 야권 후보자를 반대하는 내용으로 조직적인 사이버 활동을 전개한 사실을 심리전단 사이버팀 보고 등을 통하여 이미 인식하고 있었다.
그럼에도 원세훈은 증인신문 과정에서 외곽팀 등 외부조력자의 존재를 감추기 위하여 “이 사건이 나고 나서 외부조력자의 존재를 알았습니다. 정보활동을 하는 데 있어서 외부 협조를 받는 것은 저희들 활동기법의 한 부분이고, 그 사람들에 대한 관리는 언론사의 취재원 이상의 보안이 요구되는 사안이어서 직원들이 활동하는 과정에서 자신의 업무의 성격이나 여건 등을 감안해서 하는 것이지 그런 부분에 대해서 구체적인 보고를 받은 적은 없습니다.”라고 허위로 증언하였다.
이로써 원세훈은 자신의 기억에 반하는 허위의 진술을 하여 위증하였다.

#### 기타 범죄사실
2018년 1월 17일 서울중앙지방검찰청은 원세훈을 국가정보원법위반(직권남용) 및 업무방해 혐의로 불구속 기소하였다. 원세훈은 국가정보원장으로 재직 시 김재철 문화방송(MBC) 사장과 공모하여 <PD수첩>, <세계는 그리고 우리는>, <손석희의 시선집중> 등 프로그램 제작자들의 업무를 방해하고, 직권을 남용하여 인사조치한 혐의를 받았다.
이외에도 원세훈은 국가정보원장 재직 중 2010년 3월 경 「MBC 정상화 전략 및 추진 방안」을 수립하였고, 김재철 MBC 사장과 국가정보원 MBC 담당 정보담당관(I/O) 및 MBC 관계자 등을 통해 MBC 경영진 및 국장급 이상 간부진 교체, 정부비판적 방송 프로그램 폐지, 시사교양국 ‘해편’, 종전 단체협약 해지 등을 진행하였다. 원세훈은 2009년 2월 국가정보원장 취임 직후부터 국가정보원 조직을 동원하여 정부 정책에 비판적인 문화・예술계 인물들을 명단화한 ‘블랙리스트’를 작성하였고, 이를 관리하면서 해당 인물들의 개인정보를 지속적으로 수집하였으며 정부 비판적 인물들의 활동을 억압・방해하였다. 또한 친정부적인 인물 및 사업에 대해서는 이를 지원하기 위한 공작을 진행하였다(국가정보원법위반). 그러나 이같은 사실은 공소시효가 만료되어 기소되지 못하였다.
2010년 2월 원세훈은 국가정보원 예산 약 55억원을 투입해 박승춘을 비롯한 예비역 장성을 중심으로 재단법인국가발전미래협의회를 설립하였고, 지원 지시를 내렸다. 원세훈은 국가정보원과 관련이 없는 것처럼 국가발전미래협의회를 설립해 우편향 정치개입을 하였으며, 국고를 목적 외로 사용하였다.
2018년 1월 31일 서울중앙지방검찰청 국정원 수사팀(팀장 박찬호 2차장검사)은 원세훈을 국가정보원법위반(정치관여), 특정범죄가중처벌등에관한법률위반(국고 등 손실) 혐의로 불구속 기소하였다.

#### 판결
2020년 2월 7일 서울중앙지방법원은 원세훈에게 징역 7년 및 자격정지 7년을 선고하였다.
2020년 8월 31일 서울고등법원은 원심판결을 파기하고 원세훈에게 징역 7년 및 자격정지 5년을 선고하였다.
2021년 3월 11일 대법원은 사건을 서울고등법원에 환송하였다.

#### 특별감형
2022년 12월 27일, 2022년 12월 28일자로 잔형 특별감형되었다.

## 논란과 의혹

### 아들 군복무 특혜 의혹 사건
2008년 당시 원세훈 행정안전부장관 후보자는 장관 인사청문회에서 통합민주당 윤호중 의원은 법무부 자료를 근거로 "원 후보자의 아들이 의무소방원으로 군 복무중 사법시험에 응시한 것으로 나타났다"고 폭로했다. 윤 의원은 원 후보자에게 "후보자 아들에 대한 군 복무 특혜 의혹이 제기되고 있는데 혹시 아들이 군 복무중이던 2004년 2월 사법시험에 응시한 사실이 있느냐"고 물었고 이에 원 후보자는 "응시한 사실이 없다"고 하였다. 이에 윤 의원은 법무부에 질의, 회신한 문서를 꺼내들며 "윤 후보자의 아들 성혁군은 2003년 2월과 2004년 2월 각각 사법시험 1차 시험에 응시했고 두번 모두 떨어진 것으로 나왔다"고 채근하자 원 후보자는 그제서야 "아버지로서 (집안 일을) 몰랐다. 나는 모르는 사실"이라며 물러섰다. 당시 원성혁 씨와 의무소방원 생활을 같이 했던 의무소방대 선임자들은 2004년 "원씨가 자대에서 사법시험 준비를 하고 있다"며 청와대에 투서를 했고, 이에 서울중앙지검이 '고위공직자 자제 군 복무 특혜 의혹'과 관련해 내사까지 벌였지만 서울소방재난본부측이 '인사 행정 처리 미숙으로 오해를 산 것 같다'고 해명하였고 검찰은 이를 내사 종결한 것으로 밝혀졌다. 또한 2003년 서울시 1부시장이 된 직후인 그해 11월 아들 원모씨가 '6개월 파출소 근무'라는 관례를 깨고 자대 배치 한달만에 동작소방서 소방행정과에서 지원근무를 하기 시작했다는 사실, 개인별 2달에 한번, 3박4일(72시간)범위내 실시키로 돼 있는 정기 외박 규칙을 위반해 2005년 4월,6월,7월에 각각 81시간씩의 정기 외박을 다녀온 것으로 나타난 것에 대해서도 지적을 받았다.
한편 원세훈도 병역면제를 받았다는 의혹이 당시 대한민국 인터넷에 제기되었으나 이는 서울대학교 재학 중 재학생입영연기를 한차례 받은 것과 하악골절 등으로 보충역 판정을 받고 보충역 처분을 받은 것으로 확인되어 병역면제는 사실이 아닌 것으로 드러났다.

### 직원 이념 공세 논란
2009년 5월 국정원 수사국의 윤아무개 단장(2급)은 징계를 받았다. 감찰실 직원과 점심을 먹는 자리에서 “제주 4·3 진압은 정부 쪽에서 심하게 한 측면이 있다”고 한 말 한마디 때문이었다. 국가정보원 감찰실은 이 발언을 ‘좌파적’이라고 몰았고, 원 전 원장은 바로 윤 단장을 대기발령시켰다. 윤 단장은 수사국에서도 손꼽히는 베테랑이었다. 국정원 직원들은 “간첩 조직 수사와 관련해서는 윤 단장만한 전문가가 없었다. 국정원 수사국에서 잔뼈가 굵은 사람인데 황당한 이유로 징계를 받았다. 그 이후 국정원에서는 ‘점심때 다른 직원들하고 밥도 먹지 말아야 하냐’는 푸념이 흘러나왔다”고 했다. 대기발령을 받은 윤 단장은 결국 국정원을 떠났다. 수많은 간첩 조직을 수사해온 국정원 고위 간부가 ‘좌파’로 몰려 쫓겨난 것이다. 대기발령상태로 수개월을 있던 윤 모 전 단장은 사직서를 제출했다. 한편 원세훈 원장은 공무원이 정치적인 입장 또는 정치에 대한 비평을 하면 바로 징계나 불이익을 가했다.
2009년 9월 수사국에서 파트장(4급)을 맡고 있던 강아무개씨는 부하 직원의 보고 내용을 검토하던 중 ‘지난 좌파 정권 10년’이라는 문구가 마음에 걸렸다. 불법으로 세워진 정부도 아닌데 ‘좌파’라는 딱지를 붙이는 것은 너무 나간 것이라고 봤기 때문이다. 강씨는 “지난 정권 10년으로 문구를 바꾸자”고 지시했다. 하지만 이 이야기를 옆에서 들은 한 직원이 강씨의 발언을 감찰실에 전했고, 그는 결국 지역 출장소로 좌천됐다.

### 비판자에 대한 인사보복 논란
국정원장 재직 중 자신을 비판하는 직원에 대한 실시간 해고 조치로 논란이 되기도 했다. 2011년 9월 29일 국정원 5급 직원인 김아무개씨는 술자리에서 원 전 원장을 폄훼하는 발언을 했다는 이유로 해임됐다. 김모 행정사무관은 2010년 11월 국정원 직원 10여명과 함께 밥을 먹는 자리에서 술을 한잔 마시고는 “원 전 원장은 이명박 서울시장할 때 똘마니 하다가 여기 와서 뭘 알겠냐”는 말을 했다. 국정원 내에서 ‘원 전 원장이 각종 비리를 저지르고 있다’는 소문이 흘러나오던 시절이었다. 국정원은 김씨의 발언을 문제 삼아 상관을 모욕했다며 징계위원회를 열어 해임 처분을 했다.

### 제2차 남북정상회담 대화록 공개 거부 논란
2012년 국가정보원장으로 재직 중이던 원세훈은 국회 정보위원장으로부터 공공기록물에관한 법률 등에 따라 비공개 기록물인 ‘제2차 남북정상회담 대화록’의 열람을 요구받았으나, 원세훈은 이를 거부하였다. 이에 새누리당은 원세훈을 직무유기, 국회에서의 증언‧감정에 관한 법률위반 등의 혐의로 검찰에 고발하였다.
2013년 서울중앙지방검찰청 공안1부(부장검사 이상호)는 국가 안위에 중대한 영향을 미치는 경우에는 자료제출을 거부할 수 있으며(국가정보원법 제13조) 국가안보 등에 관한 사항으로 비공개가 가능하고(국가정보원법 제9조 제1항 제2호), 비공개 결정은 재량행위이며 불복 절차가 마련(국가정보원법 제18조, 제20조)되어 있어 직무유기 또는 직권남용권리행사방해 등으로 보기 어렵다며 원세훈을 무혐의 처분하였다.

## 학력
- 중앙중학교 졸업
- 서울고등학교 졸업
- 서울대학교 법과대학 법학 학사
- 한양대학교 행정자치대학원 도시행정학 석사

### 명예 박사 학위
- 서울과학기술대학교 명예정책학 박사

## 경력
- 1973년: 행정고등고시 14회
- 서울특별시 강남구 부구청장
- 서울특별시 강남구청장 직무대리
- 서울특별시 강남구청장
- 서울특별시 양천구청 부구청장
- 1998년 ~ 1999년: 서울특별시 공무원교육원장
- 2000년 ~ 2002년: 서울대학교 경영대학원 최고경영자과정 수료
- 2002년 ~ 2002년: 서울특별시 상수도사업본부 본부장
- 2002년 ~ 2003년: 서울특별시 경영기획실 실장
- 2003년 ~ 2006년: 서울시 행정제1부시장
- 2006년: 국제환경기구 자치단체국제환경협의회(ICLEI) 집행위원, 미국 스탠퍼드 대학교 아시아태평양연구소 초빙연구원
- 2007년: 이명박 대통령 후보자 상근특보[11]
- 2008.02 ~ 2009.02: 행정안전부 장관
- 2009.02 ~ 2013.03: 국가정보원 원장

## 상훈
- 1980년 8월 1일 : 우수공무원 대통령표창
- 1993년 3월 : 미육군성훈장
- 2002년 12월 : 황조근정훈장

## 가족 관계
- 할아버지: 원제순(元濟淳, ? ~ 1972년), 산부인과 겸 소아과 의사
- 종조부: 원제신(元濟莘, 1907년 ~ 1950년?)
- 부인: 이병채(李炳彩, 1952년 1월 21일 ~ )
  - 1남 2녀

## 병역
- 1971년: 대학생 신분으로 재학생 입영연기
- 1971년 11월: 병역 신체검사에서 `하악관절염'으로 보충역 편입
- 1976년: 보충역 소집해제

## 같이 보기
- 국가정보원 여론 조작 사건
- 서울특별시청
- 이명박
- 고건
- 조순
- 정두언
- 이해찬
- 윤보선
- 허정
- 정미홍
- 외교행낭(en:Diplomatic bag, diplomatic pouch)